# Pyxine africana
Pyxine africana är en lavart som beskrevs av Kalb. Pyxine africana ingår i släktet Pyxine och familjen Physciaceae.   Inga underarter finns listade i Catalogue of Life.